# Авл Авилий Флакк
Авл Авилий Флакк (лат. Aulus Avilius Flaccus; др.-греч. Фλάκκος Άουίλλιος; казнён в 39 году, Андрос) — правитель Египта в 32—38 годы I века; египетский префект, назначенный императором Тиберием в 32-м году и остававшийся правителем провинции в течение пяти лет при Тиберии и полтора года при Калигуле.
Флакк воспитывался вместе с сыновьями дочери Августа и был другом Тиберия.
Стал гонителем александрийских евреев во время городской смуты 38-го года. Филон Александрийский написал обвинительное послание «Против Флакка» («лат. In Flaccum»). После погрома евреев и их жалобы императору («Legatio ad Caium»; «О посольстве к Гаю»), Флакк был отправлен на остров Андрос, где был казнён в 39 году.
Его полное имя дано у Филона только один раз (§ 1): Фλάκκος Άουίλλιος. Полное имя Aulus Avilius Flaccus найдено на одной надписи в Тентире (ныне Дандара), в Египте (Corpus Inscriptionum Graecarum, № 4716).

## Источник
- Флакк // Еврейская энциклопедия Брокгауза и Ефрона. — СПб., 1908—1913.